# مزار دهنه
مزار دهنه روستایی در دهستان پیشکوه  بخش مرکزی شهرستان قائنات استان خراسان جنوبی ایران است.